# Otakar Vochoč
Otakar Vochoč, též Otokar Vochoč (18. srpna 1863 Lhota za Červeným Kostelcem – 1953), byl český a československý politik a poslanec Revolučního národního shromáždění za Československou stranu pokrokovou.

## Biografie
Absolvoval reálku v Pardubicích. Politické a společenské názory mu pomáhal utvářet rodinný přítel, spisovatel Antal Stašek. Od roku 1882 se zaučoval jako aspirant ve Staré Pace. Složil telegrafní a dopravní zkoušku a nastoupil k železnici do Železného Brodu. Ve službě se opakovaně stal aktérem národnostních sporů, například ohledně odesílání drážních telegramů v češtině. Ve sporu s německojazyčným židovským kolegou se dopustil antisemitského výroku, za což s ním bylo vedeno řízení na ředitelství drah. V roce 1889 byl pro nedbalost při službě přeložen do Třebechovic pod Orebem. Později působil na stanicích Lysá nad Labem, Litice nad Orlicí, Mšeno, Libštát, Kyšperk a Jičín. Publikoval v denním tisku články ohledně národnostních poměrů na drahách. Získal kontakty na list Čas a oslovila ho myšlenka, aby se Češi místo národnostního boje soustředili na sebezdokonalování.
Od konce 19. století se, tehdy jako železniční úředník v Jičíně, angažoval v hnutí pokrokářů blízkém Tomáši Masarykovi, které se roku 1900 ustavilo jako Česká strana lidová (neboli Realistická strana). Patřil mezi Masarykovy stoupence při dojednávání vzniku České strany pokrokové v roce 1905, která se roce 1912 po revizi programu zformovala jako Československá strana pokroková. Roku 1909 začal v Jičíně vydávat Pokrokové listy. Roku 1911 za pokrokáře neúspěšně kandidoval do Říšské rady. Politicky se vymezoval proti mladočeským politickým elitám. Za první světové války byl internován, mimo jiné kvůli potyčkám, které se rozpoutaly v lednu 1914 při veřejné schůzi, na níž v Jičíně mluvil Karel Kramář a za které byl Vochoč činěn odpovědným. Zatčení proběhlo v říjnu 1914 a bylo motivováno anonymním udáním z protistátní činnosti. V internaci oficiálně vystoupil z katolické církve. Již předtím měl sympatie k hnutí Volná myšlenka. Propuštěn byl v roce 1917. Podílel se na převratu v říjnu 1918 v Jičíně.
V letech 1918-1919 zasedal v Revolučním národním shromáždění Československou stranu pokrokovou. Mandátu se vzdal v květnu 1919. Profesí byl přednostou stanice.
Jeho syn Vladimír Vochoč (1894-1985) byl československým konzulem v Marseille v letech 1938-1941. Druhý syn Václav Vochoč (1895-1970) byl legionářem, pracoval v ČKD a vynikl jako konstruktér elektrických přístrojů.